# Alekséi Selezniov
Alekséi (Alexey, Alex) Serguéyevich Selezniov (Selesniev, Selesniew, Selesnev, Selesnieff) (transliteración  científica Aleksej Sergeevic Seleznev) (nacido en 1888 en Tambov, fallecido en junio de 1967 en Burdeos) fue un ajedrecista ruso, Maestro y compositor de ajedrez.

## Trayectoria como ajedrecista
Selezniov nació en el seno de una familia de ricos comerciantes de Rusia, graduándose en la Facultad de Derecho de la Universidad de Moscú. Jugó en una serie de torneos en el Club de Ajedrez de Moscú. Fue 8º-10º en Vilna en 1912 (7º Campeonato Nacional de Rusia, Torneo B, victoria de Karel Hromádka).
En 1913, fue 1º-2º, 4º-5º y 5º-6 º en diferentes torneos jugados en Moscú. En julio / agosto de 1914, fue 6º-10º ( Hauptturnier A) en Mannheim en el 19º Kongresse des Deutschen Schachbundes (Congreso de la DSB, torneo que empieza a organizar desde 1879 la Federación Alemana de Ajedrez, creada en 1877 tras la reorganizacón de las diferentes Federaciones existentes en el país anteriormente). Durante el torneo, se inició la Primera Guerra Mundial, y jugadores como Alexander Alekhine (al que se consideró vencedor del Torneo principal o de Meaestros), Iliá Rabinóvich, Yefim Bogoliubov, Fedir Bohatyrchuk, N. Koppelman, Boris Maliutin, Piotr Romanovski, Peter Petrovich Saburov, Samuil Vainshtein y Alexander Flamberg, junto a Selezniov, fueron confinados en Rastatt, Alemania.
En septiembre de 1914, cuatro de ellos (Alekhine, Bogatyrchuk, Saburov y Koppelman) fueron puestos en libertad, y se les permitió regresar a sus hogares a través de Suiza. Los restantes jugaron una serie de ocho torneos, el primero en Baden-Baden en 1914, y los demás en Triberg (1914-1917). El primer torneo fue ganado por Flamberg, en cinco de ellos venció Bogoliubov y en otros dos el vencedor fue Rabinóvich.
Selesniew fue 4º-5º en Baden-Baden en 1914, quedó 5º en Triberg en 1914 , fue 4º, 2º-3º, 2º y 3º en Triberg 1915 (todos los torneos ganados por Bogoliubov). Fue 2º-3º en Triberg 1916 (victoria de Iliá Rabinóvich). Ganó ( junto con Rabinóvich) en el torneo de ajedrez de Triberg en 1917.
Selezniov jugó varios enfrentamientos. En 1916, empató con Hans Fahrni en Triberg (+2 -2 =2), en 1917 perdió con Bogoliubov en Triberg (2 -3 =3), en 1920 ganó a Curt von Bardeleben en Berlín (+2 -0 =4), en 1921 ganó a Richard Teichmann en Berlín (+1 -0 =1).
Después de la Primera Guerra Mundial, en 1919, ganó en Berlín (Cuadrangular), y fue 2º, por detrás de  Bogoliubov. En 1920, ganó en Berlín, y quedó 14º en Gotemburgo (victoria de Richard Reti). En 1921, fue 3º-4º (triunfo de Alexander Alekhine) y quedó 4º (victoria para Akiba Rubinstein) en Triberg. En 1922, sólo fue 14º-15º en Piestany (triunfo de Bogoliubov).
En 1923, quedó 4º en Ostrava (triunfo de Emanuel Lasker). En 1924, fue 4º-5º en Meran (victoria para Ernst Franz Grünfeld).
Las carreras de Selezniov y Bogoljubov siguieron caminos similares. Ambos jugadores fueron internados en Alemania durante la Primera Guerra Mundial, y decidió quedarse allí hasta 1924. Ese año, ambos jugadores recibieron invitaciones para participar en el 3º Campeonato Nacional de la URSS, y de alguna manera, Nikolai Krylenko convenció para jugar y permanecer en la Unión Soviética.
Selezniov participó en el 3º al 6º Campeonato Nacional de la URSS (1924, 1925, 1927 y 1929), pero solo obtuvo resultados mediocres en cada participación. Fue 6º-8º en Moscú en 1924 (victoria de Bogoljubov), 14º en Leningrado en 1925 (de nuevo Bogoljubov), 15º-17º en Moscú en 1927 (victoria conjunta de Bogatyrchuk y Romanovski). Selezniov ganó, por delante de Vsevolod Rauzer, en Poltava en 1927 (4º Campeonato Nacional de Ucrania), y fue 3º-4º en Odesa en  1928 (5º Campeonato Nacional de Ucrania, con triunfo conjunto de Yakov Vilner y Vladimir Kirillov). Fue eliminado en los cuartos de final del Torneo de Odesa en 1929 (6º Campeontao Nacional de la URSS). Asimismo, quedó 4º-6º en la semifinal del 7º Campeonato Nacional de la URSS en 1931.
Fue 10º en Leningrado en 1935 (victoria de Vasily Panov). Después de este último evento, acabó su carrera como jugador activo. Vivía en la ciudad ucraniana de Donetsk, cuando fue invadida por los nazis. Bogoliubov le ayudó a trasladarse a Triberg, y finalmente se dirigió a Francia.
Después de la Segunda Guerra Mundial, quedó 4º en Oldenburgo en 1948 (victoria de Povilas Tautvaišas).